# Systeem van Mékarski

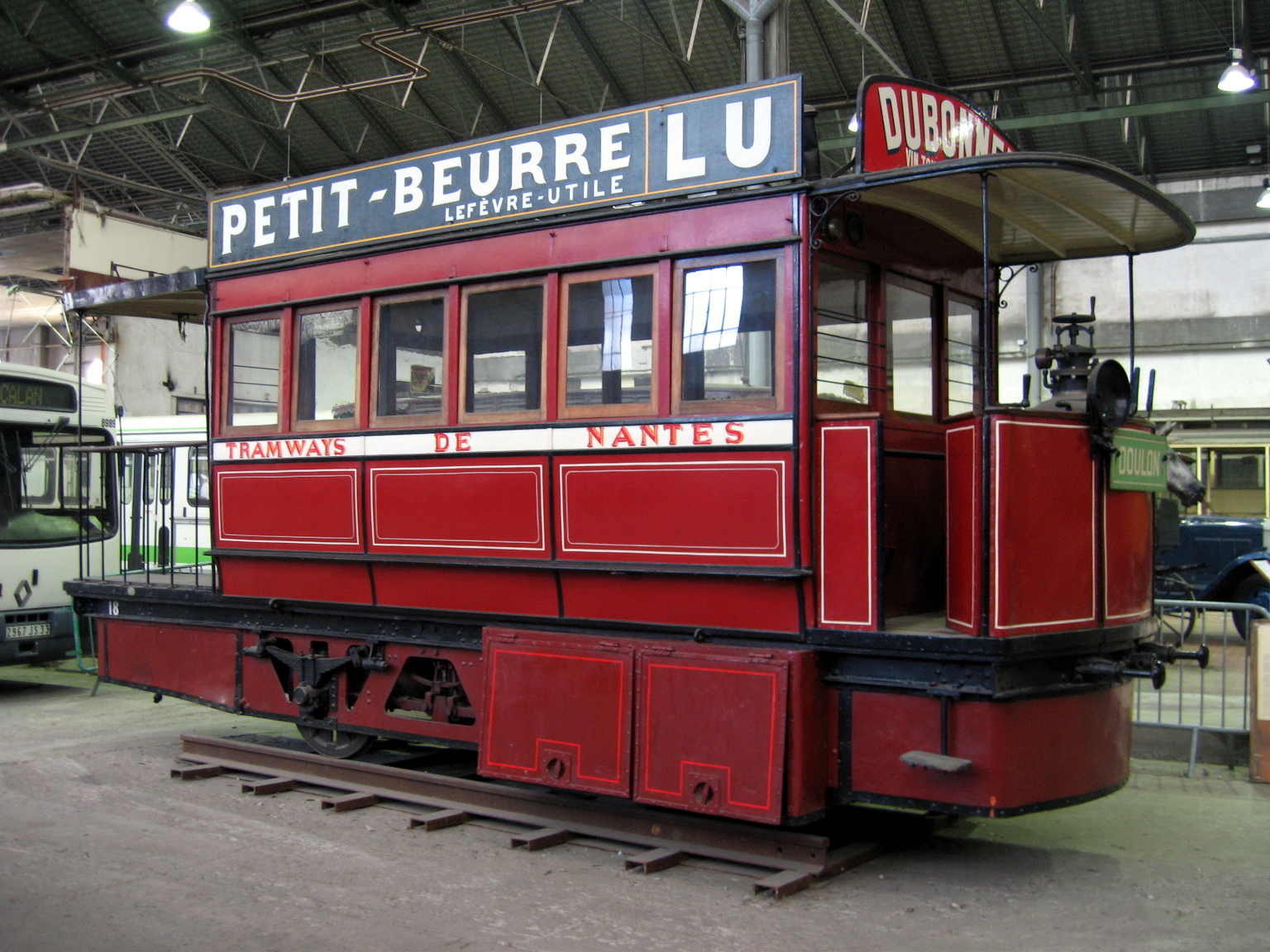
Een bewaarde tram uit Nantes met het systeem van Mékarski.

Het Systeem van Mékarski was een pneumatisch aandrijvingssysteem voor trams. Het systeem werd uitgevonden door Louis Mékarski (1843-1923). Sommige bronnen verwijzen naar zijn Poolse naam, Ludwik Mękarski.
Het systeem werd in 1876 uitgetest in Parijs en kwam in 1879 in dienst in Nantes. Rond 1900 waren 94 trams uitgerust met het aandrijvingssysteem.